# Накамура, Масао
Масао Накамура (яп. 中村 正雄, 15 мая 1892, префектура Исикава, Японская империя — 25 декабря 1939, Гуанси-Чжуанский автономный район, Китай) — генерал-майор Императорской армии Японии в годы Второй японо-китайской войны.

## Биография
Родился 15 мая 1892 года в префектуре Исикава. Накамура входил в 25-й выпуск Военной академии Императорской армии Японии в 1913 году, 32-й выпуск Высшей военной академии Императорской армии Японии в 1920 году. Служил военным атташе во Франции в 1924—1927 годах. Позже служил офицер-резидентом в Италии в 1933—1934 годах.
В 1936—1938 годах Накамура служил начальником штаба 12-й дивизии. В 1939 году получил звание генерал-майора. Был назначен командующим 21-й пехотной бригады 5-й дивизии. Участвовал в в боях в Южной Гуанси. Погиб во время боёв в Куньлуньском ущелье. Посмертно получил звание генерал-лейтенанта.